# Псевдозапой
Псевдозапой (также псевдодипсомания, ложная дипсомания, ложный запой) — состояние, периодически возникающее у алкоголиков первой или второй стадии, характеризующееся снижением контроля за количеством выпитого алкоголя. Термин был введён А. Г. Гофманом в 1985 году.

## Клиническая картина
Поводом к началу псевдозапоя служит не внутреннее желание самого человека, а внешние обстоятельства — например, праздник, выдача зарплаты, начало выходных или давление круга общения. Псевдозапой, как правило, длится не более десяти дней и завершается спонтанно вследствие социальных обязательств, хотя человек на момент окончания данного состояния имеет физическую возможность продолжить приём спиртных напитков и получать от них опьянение. Этим псевдозапой отличается от истинного запоя. Борисенко В. В. считает, что основное различие между истинным запоем и псевдозапоем в том, что псевдозапой зависит от внешних обстоятельств, а истинный запой детерминирован биологически, однако в основе как истинного, так и ложного запоя лежит один и тот же механизм привыкания к спиртным напиткам, внешние обстоятельства только маскируют наличие данного механизма. При псевдодипсомании он проявляется исподволь, нет характерной для запоев цикличности. Также от истинного запоя псевдозапой отличается тем, что вместо абстинентного синдрома во время псевдозапоя пьющий испытывает похмельный синдром: повторное употребление алкоголя не улучшает соматическое состояние больного, как при так называемой «опохмелке», а, наоборот, ухудшает. Пациент при этом не испытывает непреодолимой тяги к алкоголю и вполне может ещё отказаться от злоупотребления как самостоятельно, так и с посторонней помощью, в частности, благодаря психотерапии. Впоследствии на второй или третьей стадии алкоголизма зависимость от спиртного усиливается, и псевдозапой может перейти в истинную дипсоманию.